# Науковий центр Макао
Науковий центр Макао також відомий як Науковий центр Макау (португальською: Centro de Ciência de Macau) — науковий центр в Макао. Проєкт з побудови наукового центру було започатковано у 2001 і завершено у 2009. Дизайн будівлі було розроблено Pei Partnership Architects разом з Бей Юйміном, а будівництво розпочалося у 2006. Центр було урочисто відкрито в грудні 2009 головою КНР Ху Цзіньтао.
Основна будівля своєрідної, асиметричної, конічної форми з спіральною алеєю і великим атріумом всередині. Науковий центр Макао складається з планетарію, виставкового центру та центру для конференцій. Від алеї відходять галереї, що переважно складаються з інтерактивних виставок, що мають за мету наукову освіту. У виставковому залі Наукового центру Макао знаходиться 12 галерей.
Також в науковому центрі знаходиться планетарій з можливістю 3D проєкції і перегляду фільмів IMAX. Сам планетарій представляє з себе куполоподібний екран, що має в діаметрі приблизно 15 метрів. Кількість місць — 127 і всі вони обладнані інтерактивним управлінням.
Будівля знаходиться на виступі в море і є помітним орієнтиром Макао. Її дуже добре видно з порому, що прибуває з Гонконгу.
Час роботи: 10:00 — 18:00. Вартість відвідування центру становить 25 патак, за перегляд 2D фільму доведеться заплатити 50 патак, а любителям 3D-технологій — 65 патак з особи.

## Галерея

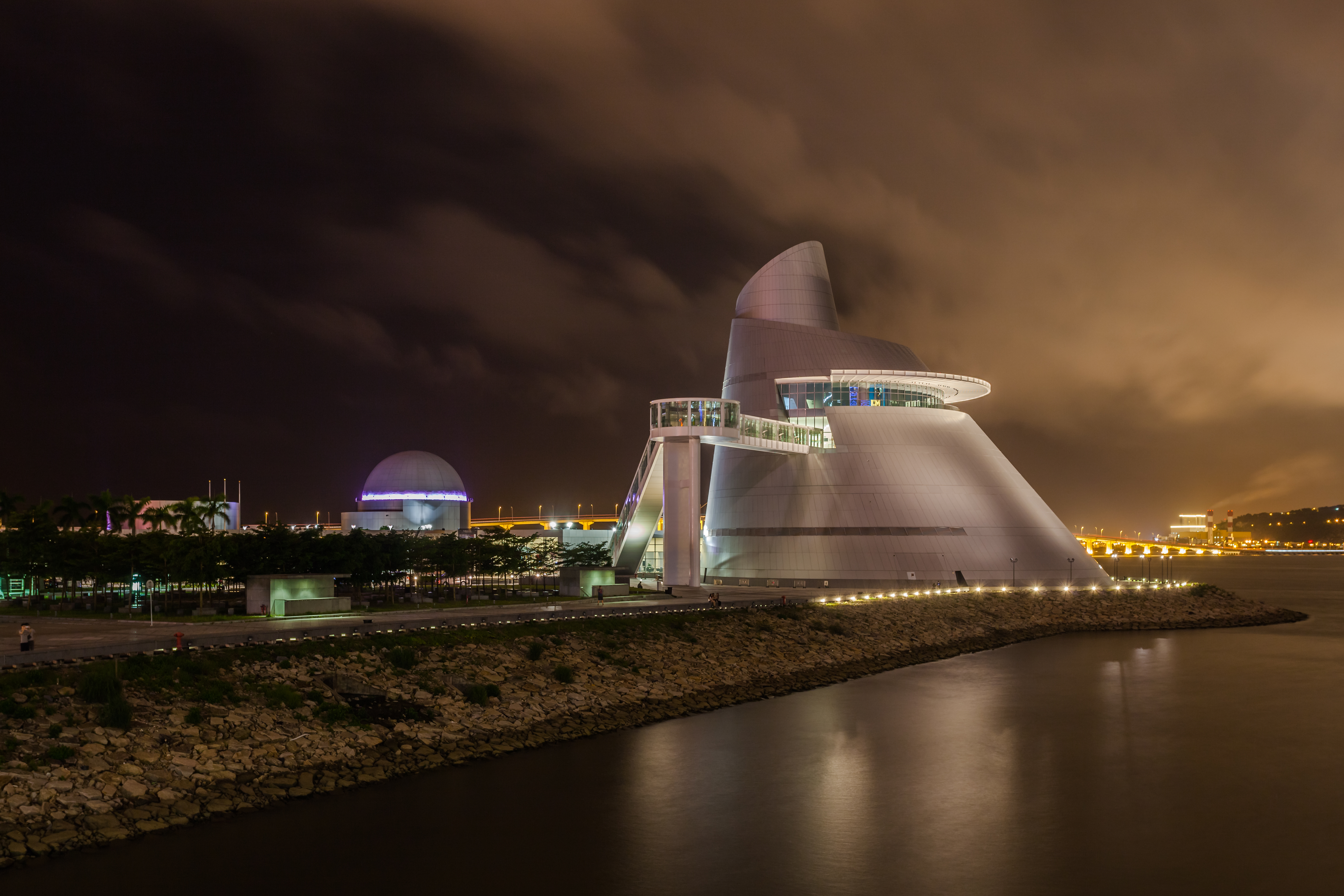
Науковий центр Макао вночі
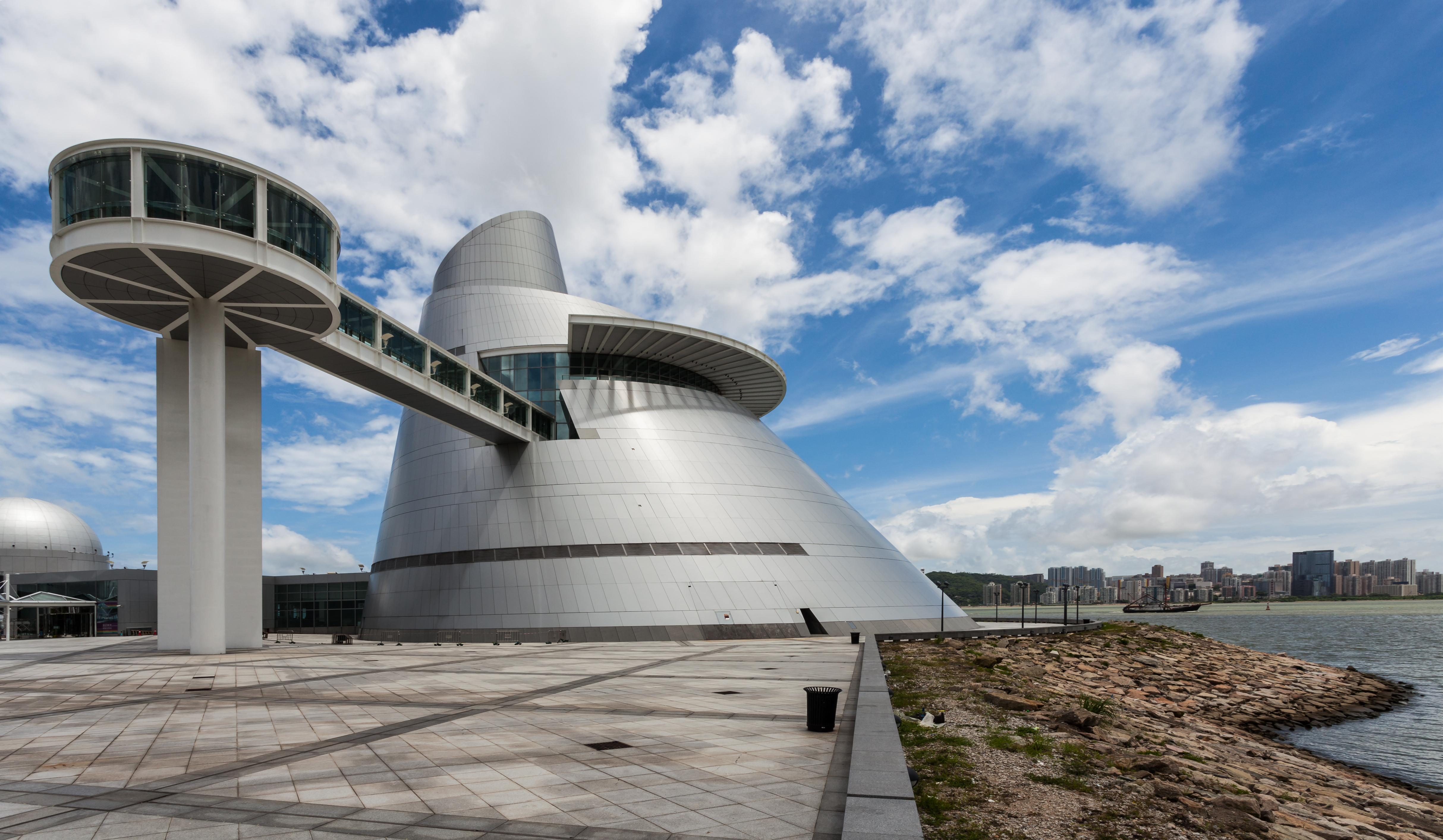
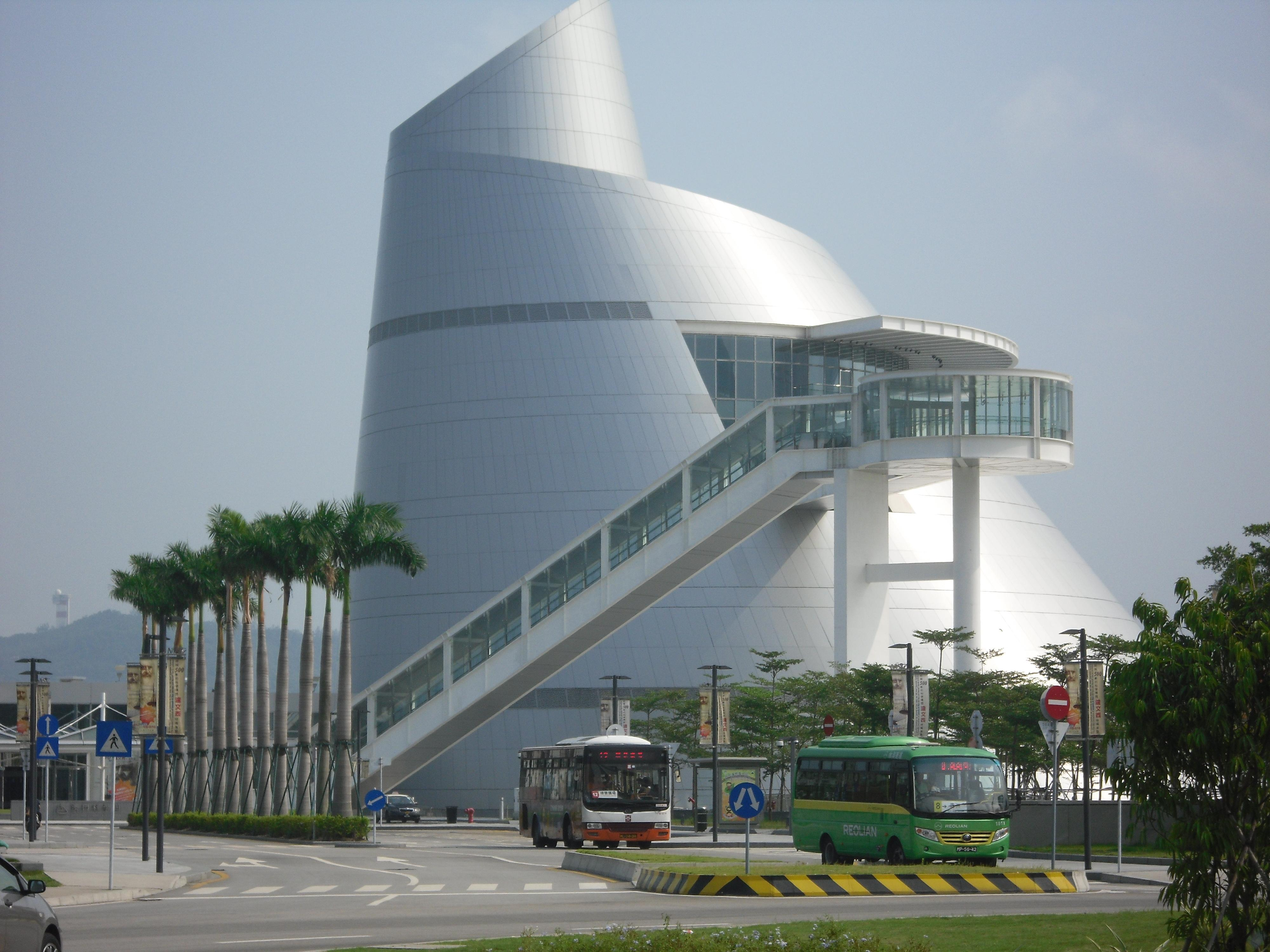
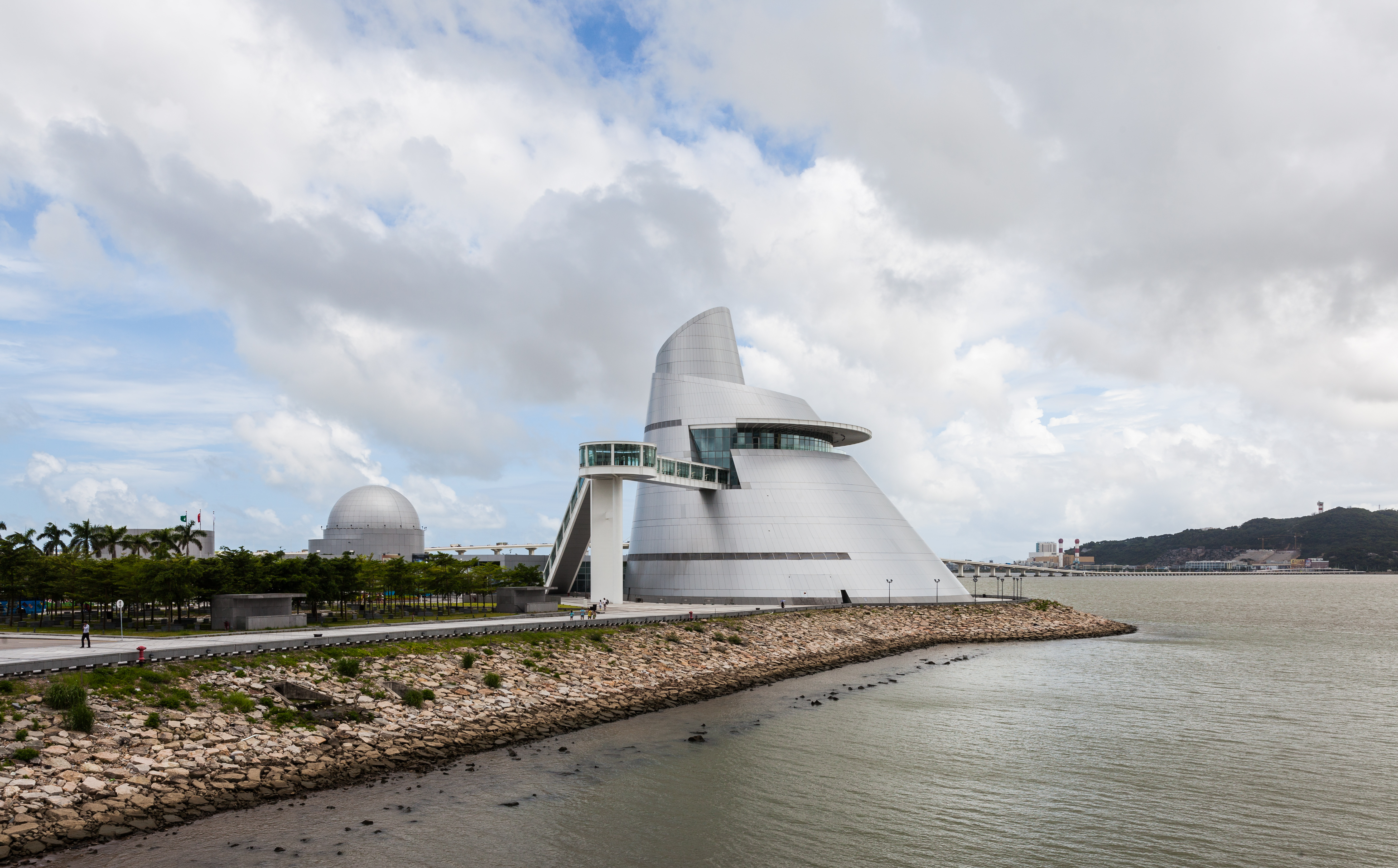